# Fluoroform
Fluoroformul este un compus chimic cu formula chimică CHF3 și gaz incolor. Este unul dintre "haloformele" cunoscute, o clasă de compuși cu formula de CHX3 (X= halogen). Fluoroformul este utilizat în diverse aplicații de nișă și este produs exact ca un produs secundar al fabricării teflonului. De asemenea, el este generat biologic în cantități mici, aparent prin decarboxilarea acidului trifluoracetic.